# Autobuses Tlajomulco
Autobuses Tlajomulco Es una Red de Empresas de Transporte Público originaria de Tlajomulco de Zúñiga la cual da servicio Área Metropolitana De Guadalajara.

## Inicios
En la década de los 50" era muy escaso el Transporte Público en el Área Metropolitana De Guadalajara y más para el Municipio de Tlajomulco De Zúñiga, fue cuando un grupo de Empresarios locales decidieron hacer una Ruta que transitara desde Tlajomulco hasta Guadalajara, adquiriendo camiones de la marca DINA e International fue como comenzaría la movilidad de Guadalajara hasta Tlajomulco

## Tipo De Servicio
Autobuses Tlajomulco participa en los 2 esquemas de Transporte Público en el Área Metropolitana De Guadalajara.

### Mi Transporte (Ruta Empresa)
Autobuses Tlajomulco cuenta con 18 Rutas en la modalidad Mi Transporte. 
Estas unidades son identificadas por estar pintadas de color verde o rojo y rotuladas con señalitica de Mi Transporte.
Características adicionales
- Tarifa fija equivalente a $9.50 (pesos mexicanos)
- Cambio de nomenclatura, es decir Ruta Anterior y nomenclatura actual.
- Unidades con una antigüedad máxima de 10 años.
- Placas Estatales
- Letrero Led.

### Transporte Público Federal
Autobuses Tlajomulco cuenta con 8 Rutas en la modalidad Transporte Público Federal
Estas unidades se identifican por estar pintadas de color blanco, verde o rojo
Características adicionales
- Tarifa Ordinaria desde los $10.00 o hasta los $15.00 (pesos mexicanos)
- Placas federales
- Unidades salen a tramos de carreteras federales

## Revocación De Permiso
Tras verse involucrada en varios accidentes Autobuses Tlajomulco sufrió la Revocación de los Permisos, esto por la SCT. En un comunicado la SCT daría a conocer que serían retirados 47 permisos de Servicio Público Federal De Transporte Público Federal De Pasajeros por detectar varias irregularidades esto en una revisión general a la empresa, las irregularidades que encontraron fueron:
- Unidades no contaban con Póliza De Seguro.
- Falta del Engomado de Fisico - Mecanica.
- Falta de Documentación que acredité la propiedad de las unidades.
- Unidades con Placas extraviadas.
- Unidades con más de 15 años de antigüedad. [2]

## Unidades Retiradas
Después de la revocación de los permisos por la SCT, hicieron el trámite para tener los permisos por parte de la Secretaría De Movilidad del estado de Jalisco y de la SCT, pero siguió habiendo irregularidades las cuales llevaron a que el día 19 de abril de 2016 la Secretaría De Movilidad y el Gobierno de Tlajomulco retirarían 46 Unidades las cuales fueron retiradas por las siguientes irregularidades: 
- Falta De Documentación de la Unidad.
- No contar con Póliza De Seguro.
- Unidades con Placas Federales de Turismo (Esta Placa permite circular con pasaje de "Punto A" a "Punto B" sin hacer paradas en el trayecto)
- Fallas Mecánicas. [3]

## Controversias

### Ruta Modelo
Tras dar a conocer el entonces Gobernador Aristóteles Sandoval que para subir el Pasaje de $6.00 a $7.00 tendrían que pasar las rutas a ser Ruta Modelo las cuales tendrían que ser unidades con menos de 10 años de esa fecha, contar con Letrero de led con la ruta visualizada en el, entre otras características especiales para participar en el proyecto; la empresa Autobuses Tlajomulco daría a conocer que las unidades de la Ruta 187 (R-187) empezarían a cobrar $7.00 ya que fueron acreditados como Ruta Modelo esto ocasionando inconformidades con los pasajeros los cuales argumentaban que las unidades estaban en mal estado, los choferes daban una mala atención y muchas más inconsistencias. 

### Accidentes
Autobuses Tlajomulco se ha visto afectado en varios Accidentes Automovilísticos y Accidentes con Trenes De Carga de Ferromex ocasionando varios de lesionados y varios muertos.  

### Choque Con 2 Unidades
En agosto de 2015 se registró un accidente con 2 Unidades de Autobuses Tlajomulco una de la Ruta 187 (R-187) y la otra de la Ruta 187 B (R-187-B) se impactaron de frente dejando a 2 personas fallecidas y 42 personas Lesionadas, este accidente sucedió en Carretera Tlajomulco - Santa Fe a la altura del Fraccionamiento La Fortuna en Tlajomulco De Zúñiga. 

## Empresas De Autobuses Tlajomulco

### Autobuses Tlajomulco Don Timo
Autobuses Tlajomulco (Servicios Coordinados Tlajomulco Timos, S.A. De C.V.) es una empresa fundada en la década de los años 50", es la empresa de transporte público que abarca la Zona Valle de Tlajomulco de Zúñiga.

### Transporte Tlajomulco Servicio Villegas
Transportes Tlajomulco Servicio Villegas (Transportes Guadalajara Tlajomulco Servicio Villegas, S.A. De C.V.) es una empresa de transporte público la cual fue creada tras una disputa de las rutas que manejaban, tras esto el empresario y político Armando Villegas decidió hacer su propía empresa y siendo competencia principal de Don Timo.

### Transportes RIVER La Nueva Cara Del Transporte
Transportes RIVER (Autotransportes Sanver, S.A. De C.V.) es una empresa de transporte público creada por Autobuses Tlajomulco tras haberle sido retirada la concesión de sus 2 rutas principales, Transportes RIVER maneja rutas en los 2 modelos de transporte público (Servicio Estatal & Servicio Federal), además de que esta empresa es financiada por Autobuses Tlajomulco y por el Gobierno del estado de Jalisco, incorporando unidades de gas natural de la marca King Long importados desde China.  

## Troncal López Mateos
Tras ser López Mateos una avenida muy transitada, el Gobernador de Jalisco Enrique Alfaro daría a conocer la creación de la Ruta Troncal López Mateos, la cual se espera que con su puesta en marcha se disminuya la carga de vehículos en dicha vialidad.
La Troncal López Mateos se plantea que sean 8 rutas que sean con camiones tipo BRT y se espera a que tenga conexión con Mi Macro Periférico y Mi Macro Calzada.
Tras darse a conocer este proyecto el Gobernador de Jalisco daría a conocer que sería operado por Transportes River y por Autobuses El Salto. 

## Rutas De Autobuses Tlajomulco

### Mi Transporte
| Mi Transporte |                            |                               |                           |                      |
| Ruta Anterior | MT                         | Origen                        | Destino                   | Concesión            |
| R-27          | C64 (Jalisco)              | Jardines De La Reina          | Santa María Del Pueblito  | Transportes River    |
| R-27-A        | C64 (Zalate)               | Jardines De La Reina          | Santa María Del Pueblito  | Transportes River    |
| R-30          | T07 (Enrique Díaz de León) | Agua Fría                     | Parques De Santa María    | Transportes River    |
| R-66          | T03 (66)                   | Huentitán El Alto             | Col. La Micaelita         | Transportes River    |
| R-186         | C130                       | Fracc. La Noria               | Antigua Central Camionera | Servicio Villegas    |
| R-186         | C125-V2                    | Fracc. La Noria               | Antigua Central Camionera | Transportes River    |
| R-186         | C129-V2                    | Fracc. La Noria               | Estación Periférico Sur   | Transportes River    |
| R-186-A       | C126                       | Lomas De Tejeda               | Estación Periférico Sur   | Servicio Villegas    |
| R-187         | C102                       | Tlajomulco Centro             | U.M.F. #93 Tonalá         | Transportes River    |
| R-187-B       | C103                       | Tlajomulco Centro             | ITESO                     | Autobuses Tlajomulco |
| R-603-A       | T03 (603A)                 | Huentitán El Alto             | San Juan De Díos          | Transportes River    |
| R-632-A       | T17/C01                    | Fracc. Villa Fontana Diamante | Estación Periférico Sur   | Transportes River    |

### Ruta López Mateos
| Troncal López Mateos |                        |                      |                           |                |
| Ruta                 | Derrotero Anterior     | Origen               | Destino                   | Tipo De Ruta   |
| LM-V01               | R-186 (C125-V2)        | Fracc. La Noria      | Antigua Central Camionera | Troncal        |
| LM-V02               |                        | Plazas Outlet        | San Juan De Dios          | Troncal        |
| LM-V03               |                        | Plazas Outlet        | Estación Zapopan Centro   | Troncal        |
| LM-V04               | R-24 (C135)            | Aviación             | Estación Plaza Patria     | Troncal        |
| LM-V05               | R-24 (C135)            | Santa Ana Tepetitlan | La Minerva                | Troncal        |
| LM-C01               | R-186 (C125-V3)        | Lomas De Tejeda      | Estación Periférico Sur   | Complementaria |
| LM-C02               | R-175-D (C09 Abedules) | Abedules             | Estación Periférico Sur   | Complementaria |
| LM-C03               | R-175-E (C10 Domus)    | Domus                | Estación Periférico Sur   | Complementaria |

### Servicio Federal
| Servicio Federal  |                      |                           |                                        |
| Nombre De Ruta    | Origen               | Destino                   | Concesión                              |
| Ahualulco         | Ahualulco            | San Juan Evangelista      | Transportes River                      |
| CAJI              | Tlajomulco Centro    | La Calera                 | Transportes River Autobuses Tlajomulco |
| San Juan          | San Isidro Mazatepec | Santa Rosa                | Transportes River                      |
| Tala Por Colon    | Tala                 | Antigua Central Camionera | Transportes River                      |
| Tala Por Vallarta | Tala                 | Antigua Central Camionera | Transportes River                      |